# Alfred Gabriel Hertz
Alfred Gabriel Hertz (ur. 13 marca 1898 w Częstochowie, zm. 7 maja 1942 w Tomaszowie Mazowieckim) – lekarz internista i pediatra, uczestnik walk o niepodległość Polski, ofiara mordu hitlerowskiego.

## Stosunki rodzinne
Pochodził z szanowanej rodziny żydowskiej Hertzów (Herców) od wielu pokoleń zadomowionej w Częstochowie. Był synem Szlamy (Stanisława) Hertza i Estery z domu Zaks, a bratankiem Judy Michała Hertza (1867–1942), dyrektora zarządzającego Tomaszowskiej Fabryki Sztucznego Jedwabiu. Miał siostrę Gabrielę, która w 1933 uzyskała doktorat z chemii na Uniwersytecie Jagiellońskim w Krakowie. Poślubił Eugenię Frankfurt z Tomaszowa Mazowieckiego. Małżeństwo było bezpotomne.

## Edukacja
Początkowo uczył się w rodzinnym domu. W 1906 rozpoczął edukację w 8-klasowym Gimnazjum Polskim w Częstochowie, którą kontynuował w Szkole Handlowej Kupiectwa Łódzkiego. W pierwszych latach I wojny światowej (1914–1915) uczył się prywatnie, gdyż większość szkół wtedy zamknięto z powodu zmagań militarnych. W roku szkolnym 1915–1916 chodził do ósmej klasy Szkoły Filologicznej Towarzystwa Opieki Szkolnej w Częstochowie. 20 czerwca 1916 uzyskał maturę i w tym samym roku podjął studia na Wydziale Lekarskim Uniwersytetu Warszawskiego (nr alb. 1276). Na studiach należał do Towarzystwa Bratnia Pomoc. Przerwał studia w 1918 zgłaszając się na ochotnika do Wojska Polskiego. Po demobilizacji w marcu 1921 kontynuował przerwane studia medyczne w Uniwersytecie Warszawskim. 16 lutego 1924 otrzymał dyplom lekarza. 

## Udział w walkach o wyzwolenie Polski (1918–1921)
14 listopada 1918 wstąpił na ochotnika do Wojska Polskiego. Początkowo służył w 5 baonie saperów w Krakowie. W marcu 1919 uzyskał przydział do służby sanitarnej w Szpitalu Okręgowym w Krakowie. Stamtąd trafił do pociągu sanitarnego nr 3. W październiku 1919 uzyskał awans na podchorążego. W styczniu 1920 odbył Kurs dla Oficerów Sanitarnych w Warszawie i został odkomenderowany do Stacji Zbornej dla Chorych i Rannych (przy 1 Armii) w Białymstoku. W czasie wojny polsko-sowieckiej walczył w 201 pułku szwoleżerów. Brał czynny udział w obronie Warszawy i w bitwie pod Płońskiem (16–17 sierpnia 1920). Wraz z pułkiem trafił następnie na front wołyński. Za bohaterską postawę w bitwie pod Korosteniem (listopad 1920), w trakcie której zdobyto pociąg pancerny i pojmano licznych jeńców, został A. G. Hertz odznaczony Krzyżem Walecznych. W marcu 1921 został zdemobilizowany.

## Praktyka lekarska
A. G. Hertz osiadł w Tomaszowie Mazowieckim i podjął praktykę lekarską jako lekarz internista i pediatra. Był lekarzem domowym w Ubezpieczalni Społecznej w Tomaszowie Mazowieckim. Tuż przed wybuchem II wojny światowej wyjechał wraz z żoną na roczny staż lekarski do Rzymu (wrzesień 1938 – sierpień 1939). Po powrocie do kraju niósł pomoc medyczną obrońcom Warszawy. Do Tomaszowa powrócił po kapitulacji stolicy i ustaniu działań wojennych (15 października 1939).  W początkowym okresie okupacji hitlerowskiej pracował w Towarzystwie Ochrony Zdrowia ludności żydowskiej (TOZ). Potem przebywał w getcie tomaszowskim. Był starszym w Radzie Żydowskiej (Judenracie). Od 1940 pracował w Szpitalu Żydowskim przy ul. Wieczność 32/34 (urządzonym w dawnym budynku Gimnazjum Żydowskiego, obec. ul. J. Słowackiego). Zginął od kuli faszysty w nocy z 6 na 7 maja 1942 podczas akcji przeciwko inteligencji żydowskiej i oficerom rezerwy WP. 